# Clandestino
Az 1998-as Clandestino Manu Chao első szóló nagylemeze. A szó spanyol, jelentése törvényen kívüli, illegális, általában illegális bevándorlókkal kapcsolatban használják. Az album szerepel az 1001 lemez, amit hallanod kell, mielőtt meghalsz című könyvben. 2020-ban Minden idők 500 legjobb albuma listán 469. helyen szerepelt.

## Az album dalai
|     | Cím                                 | Szerző(k)            | Hossz |
| --- | ----------------------------------- | -------------------- | ----- |
| 1.  | Clandestino (spanyol)               | Manu Chao            | 2:28  |
| 2.  | Desaparecido (spanyol)              | Chao                 | 3:47  |
| 3.  | Bongo Bong (angol)                  | Chao                 | 2:38  |
| 4.  | Je Ne T'Aime Plus (francia)         | Chao, Khelifa-Pascal | 2:01  |
| 5.  | Mentira... (spanyol)                | Chao                 | 4:37  |
| 6.  | Lágrimas De Oro (spanyol)           | Chao                 | 2:58  |
| 7.  | Mama Call (angol)                   | Chao                 | 2:21  |
| 8.  | Luna y Sol (spanyol)                | Chao                 | 3:07  |
| 9.  | Por el Suelo (spanyol)              | Chao                 | 2:21  |
| 10. | Welcome to Tijuana (spanyol, angol) | Chao, Meslouhi       | 4:04  |
| 11. | Día Luna... Día Pena (spanyol)      | Chao                 | 1:30  |
| 12. | Malegría (spanyol)                  | Chao                 | 2:55  |
| 13. | La Vie A 2 (francia)                | Chao                 | 3:01  |
| 14. | Minha Galera (portugál)             | Chao                 | 2:22  |
| 15. | La Despedida (spanyol)              | Chao                 | 3:10  |
| 16. | El Viento (spanyol)                 | Chao                 | 2:26  |

## Közreműködők
- Anouk – vokál
- Jef Cahours – harsona
- Greg Calbi – mastering
- Cedric Champalou – asszisztens, keverőasszisztens
- Antoine Chao – trombita
- Manu Chao – művészi munka, dalszerzés, dobok, producer, ének
- Youri Lenquette – fényképek
- Renaud Letang – producer
- Frank Loriou – művészi munka
- Angelo Mancini – trombita
- Awa Touty Wade – vokál